# 菅原神社 (北九州市戸畑区)
菅原神社（すがわらじんじゃ、別名：天籟寺天満宮〈てんらいじてんまんぐう〉）は、福岡県北九州市戸畑区にある神社。

## 祭神
- 菅原道真
- 須佐之男命
- 高龗神
- 大山積命

## 概要
菅原道真が太宰権帥に左遷され、筑紫の太宰府におもむく途中、天籟寺の地に一夜宿をとったという。のち太宰府に道真の廟が建立された時、その由来によって現在地に勧請したのに起ると伝えられている。

## 主な祭事
- 7月第4土曜日を挟む3日間・・・戸畑祇園大山笠（天籟寺大山笠宿）

## 所在地
- 福岡県北九州市戸畑区菅原1-10-15

## アクセス
- 戸畑駅から西鉄バス40・42・44番で天籟寺下車徒歩5分